# 1310
| [ Edytuj tabelę ]                          |                                                                           |
| Książę Małopolski                          | - 1306 Władysław I Łokietek 1320                                          |
| Król Albanii                               | - 1301 Filip I 1332                                                       |
| Współksiążęta Andory                       | - 1309 Ramon Trebailla 1326 - 1302 Gaston I 1315                          |
| Król Angkoru                               | - 1307 Idradżajawarman 1327                                               |
| Król Anglii                                | - 1307 Edward II 1327                                                     |
| Król Aragonii i Walencji, hrabia Barcelony | - 1291 Jakub II Sprawiedliwy 1327                                         |
| Margrabia Brandenburgii                    | - 1293 Henryk I 1318 - 1304 Waldemar 1319                                 |
| Książę Burgundii                           | - 1306 Hugo V 1315                                                        |
| Książę Dolnej Bawarii                      | - 1290 Otton III 1312 - 1309 Otto IV 1334 - 1309 Henryk XIV Bawarski 1339 |
| Książę Górnej Bawarii                      | - 1294 Rudolf I 1317 - 1294 Ludwik III 1340                               |
| Cesarz Bizancjum                           | - 1282 Andronik II Paleolog 1328                                          |
| Car Bułgarii                               | - 1300 Teodor Swetosław 1322                                              |
| Cesarz Chin                                | - 1308 Wuzong 1311                                                        |
| Król Cypru                                 | - 1306 Amalryk z Tyru 1310 - 1310 Henryk II 1324                          |
| Król Czech                                 | - 1307 Henryk Karyncki 1310 - 1310 Jan Luksemburski 1346                  |
| Król Danii                                 | - 1286 Eryk Menved 1319                                                   |
| Władca Egiptu                              | - 1309 Al-Muzaffar Bajbars 1310 - 1310 An-Nasir Muhammad 1341             |
| Cesarz Etiopii                             | - 1299 Uyddym Raad 1314                                                   |
| Król Francji                               | - 1285 Filip IV Piękny 1314                                               |
| Hrabia Holandii                            | - 1304 Wilhelm III 1337                                                   |
| Cesarz Japonii                             | - 1308 Hanazono 1318                                                      |
| Kalif                                      | - 1302 Al-Mustakfi I 1340                                                 |
| Król Kastylii i Leónu                      | - 1295 Ferdynand IV Pozwany 1312                                          |
| Patriarcha Konstantynopola                 | - 1310 Nifon I 1314                                                       |
| Władca Korei                               | - 1308 Ch’ungsŏn 1313                                                     |
| Wielki książę litewski                     | - 1295 Witenes 1316                                                       |
| Cesarz Majapahitu                          | - 1309 Dżajanegara 1328                                                   |
| Sułtan Maroka                              | - 1308 Abu ar-Rabija 1310 - 1310 Abu Said Usman II 1331                   |
| Książę Moskwy                              | - 1303 Jerzy Daniłowicz 1325                                              |
| Król Nawarry                               | - 1305 Ludwik I 1316                                                      |
| Król Norwegii                              | - 1299 Haakon V Długonogi 1319                                            |
| Hrabia Palatynatu                          | - 1294 Rudolf I Wittelsbach 1317                                          |
| Papież                                     | - 1305 Klemens V 1314                                                     |
| Król Portugalii                            | - 1279 Dionizy I 1325                                                     |
| Książę Rusi halickiej                      | - 1308 Andrzej II 1323 - 1308 Lew II 1323                                 |
| Cesarz Rzymski (niemiecki)                 | - 1308 Henryk VII Luksemburski 1313                                       |
| Książę Saksonii                            | - 1298 Rudolf I 1356                                                      |
| Król Serbii                                | - 1282 Stefan Urosz II 1321                                               |
| Król Szkocji                               | - 1306 Robert I 1329                                                      |
| Król Szwecji                               | - 1290 Birger I Magnusson 1318                                            |
| Sułtan Turków                              | - 1299 Osman I 1324                                                       |
| Doża Wenecji                               | - 1289 Pietro Gradenigo 1311                                              |
| Król Węgier                                | - 1308 Karol Robert 1342                                                  |
| Wielki mistrz zakonu krzyżackiego          | - 1302 Siegfried von Feuchtwangen 1310                                    |

Rok 1310 / MCCCX
stulecia: XIII wiek ~
XIV wiek ~
XV wiek

lata: 1300 «
1305 «
1306 «
1307 «
1308 «
1309 «
1310
» 1311
» 1312
» 1313
» 1314
» 1315
» 1320

## Wydarzenia w Polsce
- 30 kwietnia – w Kowalu urodził się Kazimierz III Wielki król Polski, ostatni władca z dynastii Piastów na polskim tronie.
- 9 września – Słupsk otrzymał odnowione prawa miejskie.
- Bolesław II mazowiecki wydzielił synom Siemowitowi i Trojdenowi dzielnice w Warszawie i Czersku.
- Szczecinek otrzymał prawa miejskie
- Papież Klemens V wydał bullę w sprawie okupowanego przez zakon krzyżacki Pomorza[1].

## Wydarzenia na świecie
- 11 maja – we Francji 54 templariuszy zostało spalonych na stosie za herezję.
- 27 sierpnia – Karol Robert został koronowany na króla Węgier.
- Jan Luksemburski został królem Czech i wydał przywilej dla szlachty czeskiej.
- książę wołogoski Warcisław IV założył miasto Nowy Szczecin - dziś Szczecinek.

## Urodzili się
- 30 kwietnia – Kazimierz Wielki, król Polski (zm. 1370)
- 5 maja – Przecław z Pogorzeli, duchowny katolicki, biskup wrocławski (zm. 1376)
- Bolesław Jerzy II, książę halicko-wołyński (zm. 1340)
- Urban V, papież (zm. 1370)

## Zmarli
- 17 lutego – Aleksy Falconieri, włoski zakonnik, współzałożyciel serwitów, święty katolicki (ur. po 1200)
- 22 maja – Humilitas, włoska zakonnica, mistyczka, święta katolicka (ur. 1226)
- 28 maja – Otto III Karyncki, książę Karyntii i hrabia Tyrolu (ur. ok. 1265)
- 19 października – Gottfired von Hohenlohe, wielki mistrz zakonu krzyżackiego (ur. 1265)
- 10 grudnia – Stefan I Bawarski, książę Dolnej Bawarii (ur. 1271)
- data dzienna nieznana:
  - Abu ar-Rabi, sułtan Maroka (ur. 1291)

## Święta ruchome
Wielkanoc: 19 kwietnia